# Дорога G класу (Польща)
Дорога класу G — магістральна дорога, один із класів доріг загального користування в Польщі. Відповідно до поділу, введеного Постановою Міністра транспорту та морського господарства про технічні умови, яким повинні відповідати дороги загального користування та їх розташування (Dz.U. z 2016 r. poz. 124). Положення визначає, яким технічним та експлуатаційним вимогам має відповідати дорога такого класу. Ці вимоги залежать від проєктної швидкості для даної дороги. Для класу G дозволені дві розрахункові швидкості в населених пунктах: 50 і 60 км/год і три розрахункові швидкості поза населеними пунктами: 50, 60 і 70 км/год. Дороги класу G можуть належати до категорії провінційних доріг; у виняткових випадках також національні дороги, районні дороги та комунальні дороги.
| Розрахункова швидкість [км/год]                                                         | Розрахункова швидкість [км/год]                                                         | Розрахункова швидкість [км/год]                                                         | 50        | 60        | 70        |
| --------------------------------------------------------------------------------------- | --------------------------------------------------------------------------------------- | --------------------------------------------------------------------------------------- | --------- | --------- | --------- |
| Найменша ширина дороги в лініях розмежування [м]                                        | одна проїзна частина                                                                    | 2 смуги                                                                                 | 25        | 25        | –         |
| Найменша ширина дороги в лініях розмежування [м]                                        | подвійна проїзна дорога                                                                 | 4 смуги                                                                                 | 35        | 35        | –         |
| Найменша ширина дороги в лініях розмежування [м]                                        | подвійна проїзна дорога                                                                 | 6 смуг                                                                                  | 45        | 45        | –         |
| Найменша ширина дороги в лініях розмежування за межами площа забудови [м]               | одна проїзна частина                                                                    | 2 смуги                                                                                 | 25        | 25        | 25        |
| Найменша ширина дороги в лініях розмежування за межами площа забудови [м]               | подвійна проїзна дорога                                                                 | 4 смуги                                                                                 | 35        | 35        | 35        |
| Ширина смуги [м]                                                                        | в районі забудови                                                                       | в районі забудови                                                                       | 3.5       | 3.5       | –         |
| Ширина смуги [м]                                                                        | поза територією забудови                                                                | поза територією забудови                                                                | 3,0 - 3,5 | 3,0 - 3,5 | 3,0 - 3,5 |
| Мінімальні відстані між Перехрестя [м]                                                  | в районі забудови                                                                       | в районі забудови                                                                       | 500       | 500       | –         |
| Мінімальні відстані між Перехрестя [м]                                                  | поза територією забудови                                                                | поза територією забудови                                                                | 800       | 800       | 800       |
| Найбільша довжина прямої ділянки [м]                                                    | Найбільша довжина прямої ділянки [м]                                                    | Найбільша довжина прямої ділянки [м]                                                    | –         | 1000      | 1200      |
| Найкоротша довжина прямої між криволінійні ділянки з однаковим напрямком повернення [м] | Найкоротша довжина прямої між криволінійні ділянки з однаковим напрямком повернення [м] | Найкоротша довжина прямої між криволінійні ділянки з однаковим напрямком повернення [м] | –         | 250       | 300       |
| Ширина борту [м]                                                                        | Ширина борту [м]                                                                        | Ширина борту [м]                                                                        | 1.25      | 1.25      | 1.25      |
| Ширина бруківки [м]                                                                     | Ширина бруківки [м]                                                                     | Ширина бруківки [м]                                                                     | 2.0       | 2.0       | 2.0       |
| Мінімальна відстань між тротуаром і краєм дороги [м]                                    | Мінімальна відстань між тротуаром і краєм дороги [м]                                    | Мінімальна відстань між тротуаром і краєм дороги [м]                                    | 3.5       | 3.5       | 3.5       |
| Мінімальна висота просвіту [м]                                                          | Мінімальна висота просвіту [м]                                                          | Мінімальна висота просвіту [м]                                                          | 4.6       | 4.6       | 4.6       |